# Naetrocymbe herrei
Naetrocymbe herrei är en svampart som beskrevs av K. Knudsen & Lendemer 2009. Naetrocymbe herrei ingår i släktet Naetrocymbe och familjen Coccodiniaceae.   Inga underarter finns listade i Catalogue of Life.